# 苏兰代
苏兰代（Surandai），是印度泰米尔纳德邦Tirunelveli县的一个城镇。总人口28135（2001年）。

## 人口
该地2001年总人口28135人，其中男性14073人，女性14062人；0—6岁人口3469人，其中男1835人，女1634人；识字率65.32%，其中男性为73.37%，女性为57.27%。